# Homole u Panny
Homole u Panny là một làng thuộc huyện Ústí nad Labem, vùng Ústecký, Cộng hòa Séc.